# درقة (حيوانات)

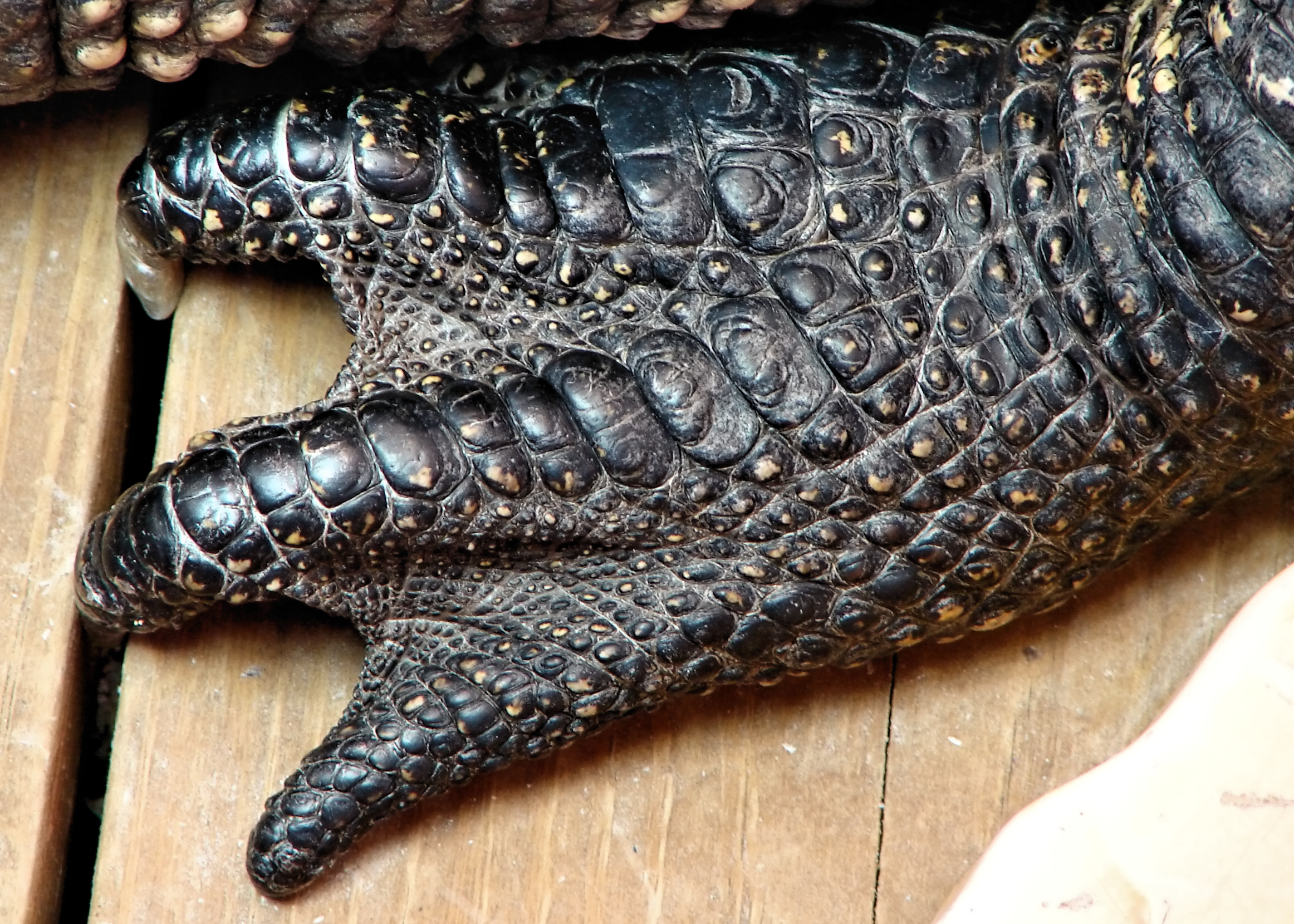
دَرَق على قدم قاطور

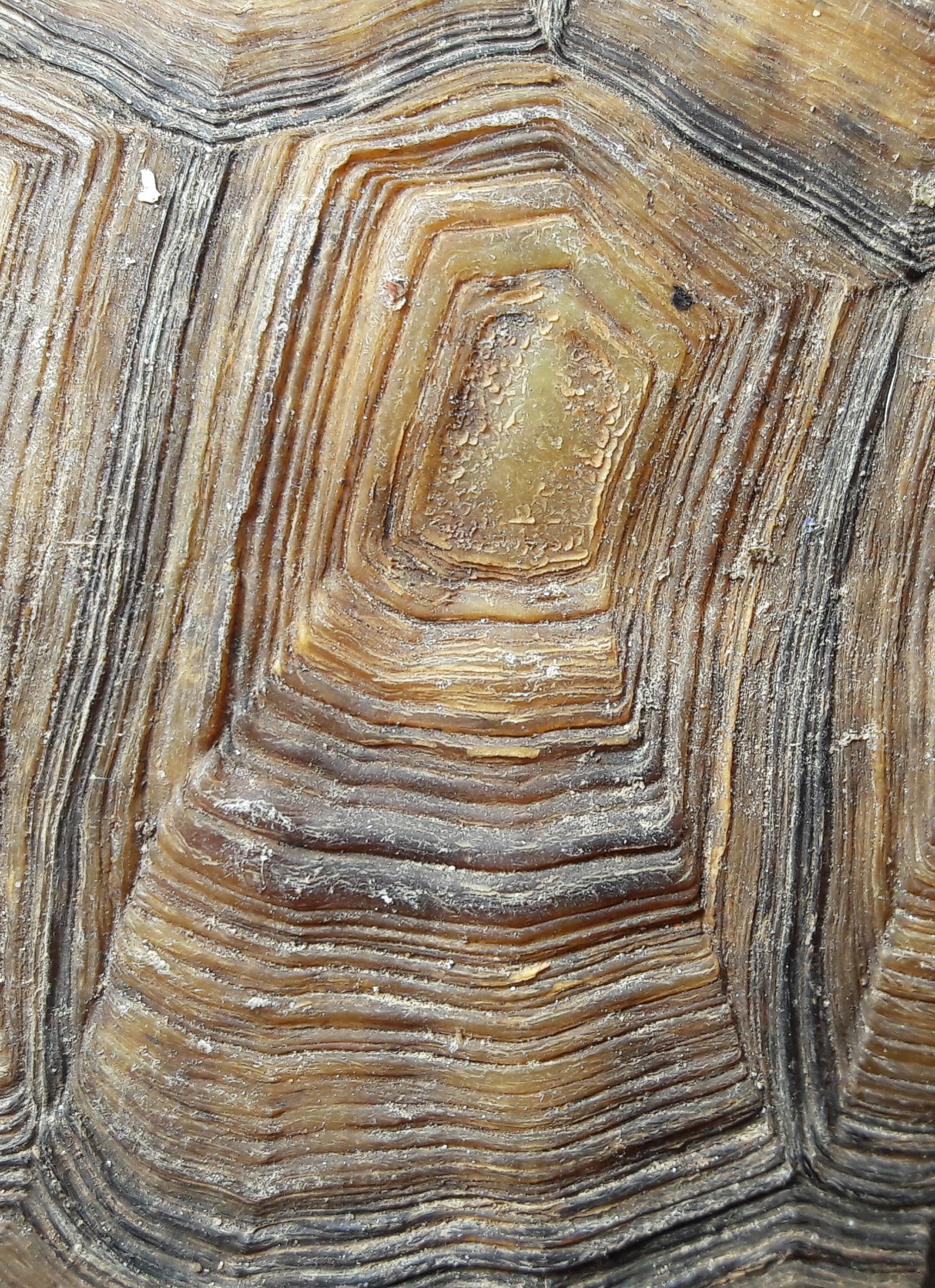
درقة ذَبْل سلحفاة تكساس

دَرَقَة (الجمع: دَرَقات ودَرَق، أَدْراق ودِراق) (بالإنجليزية: Scute أو Scutum)‏ هي لوحة عظمية خارجية أو حرشف مغطى بمادة قرنية، كما هو الحال في صدفة سلحفاة، وجلد التمساحيات، وأقدام الطيور. يستخدم المصطلح أيضًا لوصف الجزء الأمامي من وسط صدر عند الحشرات وكذلك عند بعض العنكبيات (على سبيل المثال، فصيلة اللبوديات الصلبة التي تضم القراد المحرشف).